# Hoekse Molen (Moerdijk)
De Hoekse Molen (of: Ronde Molen) is een restant van een Nederlandse stellingmolen, dat zich bevindt te Zevenbergschen Hoek aan de Hoge Zeedijk 1b (ook: De Wieken), in de kom van het dorp.
Deze ronde stenen molen werd gebouwd in 1873 en fungeerde als korenmolen. In 1934 werd ze onttakeld. Tegenwoordig is van de molen nog slechts een volledig onttakelde romp overgebleven.

## Externe bron
- Database verdwenen molens